# Mitu Iwa
Mitu Iwa (von japanisch 三つ岩 ‚Drei Felsen‘) ist eine markante Felsformation an der Prinz-Harald-Küste im ostantarktischen Königin-Maud-Land. Sie ragt östlich der Inselgruppe Flatvær am Ufer der Lützow-Holm-Bucht auf.
Luftaufnahmen und Vermessungen japanischer Antarktisexpeditionen zwischen 1957 und 1962 dienten ihrer Kartierung. Japanische Wissenschaftler benannten sie 1972 deskriptiv, da sie mit Schnee bedeckt wie drei einzelne Felsen erscheint.